# Fa'asaleleaga
Fa'asaleleaga je jedan od jedanaest distrikta u Samoi, a nalazi na istočnoj strani otoka Savai'i. Ima populaciju od 12.949 stanovnika (popis 2001). Tradicionalni glavni grad distrikta je Safotulafai. Fa'asaleleaga se nalazi na 11 metara nadmorske visine, a površina mu je 266 km2.
Distrikt je podijeljen u četiri izborne jedinice:
- Fa'asalele'aga I
- Fa'asalele'aga II
- Fa'asalele'aga III
- Fa'asalele'aga IV